# Futile Crimes
Futile Crimes är The Embassys debutalbum. Albumet släpptes den 15 november 2002, föregången av EP:n Sneaky Feelings EP och de två singlarna "It Never Entered My Mind" och "The Pointer". Futile Crimes var det första albumet på det nu legendariska skivbolaget Service och var början på en ny popvåg i Göteborg.
Albumet består av 10 låtar inspelade av Björn Olsson i Sehr Schöön studios och kan beskrivas som en blandning av discopop, twee och pubrock. Futile Crimes vann Manifestpriset och Nöjesguidens pris för bästa album 2002.

## Låtlista
1. "Boxcar"
2. "It Never Entered My Mind"
3. "The Great Indoors People"
4. "Just a Dream Away"
5. "Sincerely Yours"
6. "The Pointer"
7. "Beggin'"
8. "La Haine"
9. "Hurt"
10. "Call It What You Want"